# مایکل زوکارس
مایکل زوکارس (انگلیسی: Michael Szwarc; ۹ ژوئن ۱۹۰۹ – ۴ اوت ۲۰۰۰) شیمی‌دان، مهندس، و استاد دانشگاه اهل ایالات متحده آمریکا بود.
وی همچنین برندهٔ جوایزی همچون همکار انجمن سلطنتی شده‌است.